# Nucula aegeensis
Nucula aegeensis är en musselart som beskrevs av John Gwyn Jeffreys 1879. Nucula aegeensis ingår i släktet Nucula och familjen nötmusslor. Inga underarter finns listade i Catalogue of Life.